# Knut Gadd
Knut Gustaf Gadd (Malmö, 4 dicembre 1916 – Borås, 8 maggio 1995) è stato un pallanuotista svedese che ha partecipato alle Olimpiadi estive del 1948.